# Elisa Guerrero
Elisa del Carmen Guerrero Brizuela (Barrio El Jobo, Puerto de Nutrias, Barinas 21 de septiembre de 1979 - Tinaquillo, Estado Cojedes; 6 de julio de 2015), también conocida por el apodo de La Veguera, fue una cantante y compositora venezolana, conocida por haber sido la prima del también cantautor llanero Jorge Guerrero y una de las voces femeninas más representativas del llano venezolano.
Elisa del Carmen Guerrero Brizuela nació en el Hato Mata e' Palma, en la población de Elorza, Estado Apure; la Lcda. Mercedes Guerrero, hermana predilecta de la cantante, le verificó Fidel Escalona, ex cronista del Municipio Sosa del estado Barinas, que la cantante nació en el "Barrio el Jobo de la población de Puerto de Nutrias", estado Barinas, dicha información fue certificada durante la investigación que realizó el ex cronista Escalona, el mismo recibió por parte de la familia de la otrora cantante, la copia de la "partida de nacimiento", la misma es una verdad irrefutable que su lugar de nacimiento es el antes mencionado.

## Biografía
Elisa Guerrero nació el 21 de septiembre de 1979 en el Barrio El Jobo, Puerto de Nutrias, Barinas, Elorza, Venezuela, fue hija de una ama de casa y del cantante apureño Octaviano Guerrero; tuvo dos hijos. En sus primeros años, junto con su familia, se mudó al caserío Moniquero a orillas del río Apure, Municipio Pedraza (Barinas), una comunidad adyacente a la población de Quintero perteneciente al Municipio Muñoz del estado Apure. En su niñez e infancia practicó la agricultura con su padre y hermanos, a su vez realizaba los quehaceres del hogar junto a su madre.
Influenciada por los cantautores Dámaso Figueredo y Francisco Montoya; a los diecisiete años decide «incursionar en el medio musical». «A pesar de su condición humilde, llegó a participar en innumerables festivales nacionales e internacionales. Esto la hizo acreedora de 33 primeros lugares y 18 segundos lugares en los renglones Psaje Sabanero y Joropo.». Luego de que ganara en el famoso festival llamado la Panoja de Oro con el tema "La Pobre Campesina", que le pertenece al compositor Joel Velásquez, en el año 1999, comienza de manera ascendente una carrera llena de éxitos y sacrificios para esta formidable veguera.
Continuó participando en los referidos concursos hasta el año 2001, cuando se retira producto de una penosa enfermedad que sufría su madre. A finales de ese mismo año, llena de empeño y optimismo, graba su primera producción discográfica con el título "Bajo El Cielo Azul Del Llano", el cual se escuchaba en emisoras de los estados Barinas, Guárico y Apure, de Venezuela
En el año 2002 vuelve a grabar nuevamente con el gran musicalizador Alejandro López, titulándose esta segunda producción "Juro Que Te Gusto", tema que sonó en los cinco estados llaneros y parte del Oriente nacional venezolano creciendo así la popularidad de esta cantante criolla.
En el año 2006 realiza el trabajo discográfico número cuatro llamado "Despistada De Amor", haciéndose eco en todos los programas radiales que apoyan la música llanera.
Para el año 2008 se crea un nuevo proyecto de larga duración titulado "Enguayaba Y Barrigona", acaparando todos los espacios radiales y siendo una explosión sensacional en las presentaciones de la artista.
Luego grabó el disco número seis, el cual contó con el apoyo y el respaldo de todos sus seguidores para que fuera otro éxito más de esta cantante de música llanera.

## Asesinato
Elisa Guerrero fue asesinada en la madrugada del lunes 6 de julio de 2015 en la Urbanización Villas de Santa María, Tinaquillo, Estado Cojedes. Ella se encontraba en su habitación, acompañada de su hijo menor, cuando un delincuente que intentaba hurtar, rompió la ventana de su dormitorio y al ser descubierto le propinó un disparo en el pecho. La artista, herida, pudo llegar a la cocina y pidió auxilio; sus familiares llamaron a emergencias, pero sin respuestas. Fue trasladada al hospital de Tinaquillo gracias a un vecino, sin embargo, falleció diez minutos después. Tras su muerte se reportó que, anteriormente, había sido víctima de hurtos e incluso intento de secuestro. Entre los implicados se encuentra su doméstica, Petra Ramona Quiroz, que facilitó información a los delincuentes, y el hijo de Quiroz, un adolescente de quince años, quien accionó el arma.